# Estheria notopleuralis
Estheria notopleuralis là một loài ruồi trong họ Tachinidae.